# Friedrich von Herrenschwand
Friedrich von Herrenschwand (* 23. Jänner 1881 in Theresienstadt in Böhmen; † 9. Dezember 1959 in Innsbruck) war ein österreichischer Augenarzt und Medizinhistoriker in Innsbruck.

## Leben
Friedrich von Herrenschwand stammt aus einer bekannten Schweizer Familie. Sein Großvater Johann Anton von Herrenschwand (1764–1835) war Offizier im Generalstab der Eidgenössischen Truppen. Der Vater Johann Albrecht Friedrich von Herrenschwand (1833–1907) war Offizier in kaiserlich-österreichischen Diensten. Einer der Vorfahren war Johann Friedrich von Herrenschwand (1715–1798). Er war unter anderem Leibarzt des Königs Stanislaus II. August Poniatowski von Polen.
Friedrich von Herrenschwand besuchte die Gymnasien in Trient und Klagenfurt, wo er die Reifeprüfung ablegte, studierte ab 1900 an der Universität Innsbruck und wurde 1907 zum Doktor der gesamten Heilkunde promoviert. Im selben Jahr wurde er Assistent an der Universitäts-Augenklinik in Innsbruck und behielt diese Funktion bis 1932. 1913 wurde ihm die vom Bundesministerium für Unterricht die Lehrbefugnis für Augenheilkunde erteilt. Den Ersten Weltkrieg machte er bis zu seiner Erkrankung an Cholera mit dem 2. Kaiserschützenregiment an der russischen Front mit und erhielt das Ritterkreuz des Franz-Joseph-Ordens. Vom 1. August 1918 bis 1. Oktober 1919 war er bis zur Ernennung des neuen Vorstandes Richard Seefelder stellvertretender Leiter der Augenklinik. 1919 erhielt Herrenschwand den Titel eines außerordentlichen Universitätsprofessors. Seit 1919 gehörte er außerdem der Innsbrucker akademischen Burschenschaft Suevia an. Herrenschwand war unter den Professoren Stefan Bernheimer, Josef Meller und Richard Seefelder 25 Jahre lang Assistent gewesen. 1924 erhielt er das Silberne Ehrenzeichen für Verdienste um die Republik Österreich. 1925 stand er im Besetzungsvorschlag für die Klinik in Basel, 1935 für jene in Graz.
1939 wurde er vom Reichsminister für Wissenschaft, Erziehung und Volksbildung zum außerplanmäßigen Professor ernannt und ins Beamtenverhältnis berufen, allerdings ohne Bewilligung von Diäten oder auch Berufung auf einen planmäßigen Lehrstuhl. Er wurde verpflichtet, das Fach Augenheilkunde in Vorlesungen und Übungen zu vertreten. Ab dem 2. Trimester 1940 wurde diese Lehrverpflichtung durch die Erteilung eines Lehrauftrages über Geschichte der Medizin erweitert. Das Lehrfach wurde damals neu in den Studienplan aufgenommen. Herrenschwand baute es mit großer Mühe und großem Erfolg aus. Nach dem Ausscheiden aus der Klinik widmete er sich seiner Privatpraxis, die großen Zulauf hatte. Friedrich von Herrenschwand verstarb am 9. Dezember 1959 und wurde in Innsbruck beerdigt.

## Wirken
Friedrich von Herrenschwand verfasste zahlreiche wissenschaftliche Arbeiten, darunter seien zwei Monographien erwähnt: „Die pathogenen Mikroorganismen des Auges“ (1927), in der er die biologischen Eigenschaften der augenpathogenen Keime, ihr Vorkommen in der Natur und besonders bei Augenerkrankungen zusammenfasste. Er beschrieb auch die wichtigsten technischen Fragen zur Gewinnung des Untersuchungsmaterials am Auge und die bakteriologische Untersuchung.
In der zweiten Monographie „Parinaud’sche Conjunctivitis – Tularaemia oculoglandularis“ (1935), erbrachte er den Nachweis, dass die Tularämie nicht als neu entdeckte Erkrankung anzusehen ist, sondern 1885 von Parinaud in Paris beobachtet worden war. Er konnte durch eingehende bakteriologische und klinische Untersuchung eigener Fälle den Nachweis der Identität der beiden Krankheitsbilder erbringen. Er befasste sich mit der Klinik und der Behandlung der Augentuberkulose, mit bakteriologisch experimentellen Arbeiten, mit Augenverletzungen durch Wespenstich, mit der Entzündung des Sehnervens, mit „typischen Verletzungen“ des Auges beim Skilaufen und mit Spirochäten im Auge. Herrenschwand schrieb über Röntgenuntersuchungen des Auges, über Augenhintergrundsveränderungen bei Erkrankungen des Gehirns, über Entzündungen des Tränenröhrchens, über den Einfluss von Störungen des Stoffwechsels am Auge, über Pilzinfektionen, Wundsprengungen nach Staroperation, über der Anwendung des Pantocains (lokales Betäubungsmittel) in der Augenheilkunde.

## Heterochromie des Auges
Eine unterschiedliche Farbe der Iris beider Augen ist leicht erkennbar und wurde bereits von Aristoteles beschrieben: „Von den Menschen sind einzelne blau nur auf einem Auge“. Diese Anomalie wird Heterochromie (Andersfärbigkeit) genannt.
Der Wiener Augenarzt Ernst Fuchs beschrieb, dass beim Auge mit der helleren Farbe eine Trübung der Linse oder auch eine Entzündung des Ziliarkörpers, der das Auge auf die Nähe einstellt, vorkommen kann. Der Verlauf ist chronisch, die Augen neigen zur Erhöhung des Augeninnendruckes.
Friedrich von Herrenschwand beschrieb erstmals 13 Fälle von Heterochromie, die auch eine Lähmung des Sympathikusnerven hatten. Er fand bei diesen Fällen, dass am betroffenen Auge die Lidspalte und die Pupille enger war. Ferner beobachtete er eine einseitige Rötung, halbseitiges Schwitzen und eine Asymmetrie des Gesichtes. Das Krankheitsbild – ein Syndrom – wird Herrenschwand-Heterochromie, Iridocyclitis heterochromica Herrenschwand, Cyclitis simplex, Fuchs-Heterochromie, Heterochromatose genannt. Gebräuchlicher ist zurzeit die Bezeichnung „heterochrome Fuchs-Zyklitis III“ oder Fuchs Heterochrome Iridozyklitis. Verfärbungen der Iris kommen auch bei anderen Erkrankungen vor, beispielsweise bei einer Entzündung der Regenbogenhaut, bei Blutungen, nach Verletzungen.

## Auszeichnungen
- Ritterkreuz des Franz-Joseph-Ordens
- 1924 Silbernes Ehrenzeichen für Verdienste um die Republik Österreich.

## Veröffentlichungen
- Seltenere Kriegs-Augenverletzungen, Wiener Klinische Wochenschrift 1916. 115, 1916.
- Angeborene beiderseitige gleichgerichtete Optico-Ciliarvenen, Klinische Monatsblätter für Augenheilkunde. 56. 1916.
- Über Entropioum congenitum und Epiblepharon, Klin Mbl Augenheilk 58: 385 (1917)
- Über verschiedene Arten von Heterochromia iridis, Klin Mbl Augenheilk 60: 467-494 (1918)
- Zur Sympathischen Heterochromie (Heterochromia), Klin Mbl Augenheilk 2(1): 1059-1065 (1923)
- Die pathogenen Mikroorganismen des Auges, Berlin 1927.
- Parinaud’sche Conjunctivitis – Tularaemia oculoglandularis, Berlin 1935.
- Involment of the Optic Nerve in Encephalomyelitis after Vaccination. Report of Cases, Klin Mbl Augenheilk 102: 815 (1939)